# Psykisk sjukdom – en myt
Psykisk sjukdom – en myt är en bok från 1961 av den ungersk-amerikanske psykiatern Thomas Szasz. I boken kritiserar Szasz psykiatrin och själva begreppet "psykisk sjukdom", vilket han anser vara alltför vagt. Han ifrågasätter bruket att kalla psykologiska problem för "sjukdomar" eller "åkommor". Istället för att behandla och bota de psykiska problemen, det "avvikande", med till exempel lugnande medel bör psykiatrin tillhandahålla psykoterapi som kan få patienterna att finna sig själva och sin plats i livet och tillvaron.
Szasz fördömer de inskränkningar av den personliga friheten som han har erfarit inom den moderna psykiatriska vården. Den enskilda individen har rätt att själv bestämma över sin mentala hälsa.